# さわやかワイドぎふTODAY
『さわやかワイドぎふTODAY』は、岐阜放送ラジオで月曜日～金曜日の早朝に放送されていたラジオワイド番組である。2007年3月終了。

## 放送時間
月曜日～金曜日　　午前6:55～9:55

## パーソナリティ
月曜日～金曜日　　鈴江晴彦（岐阜放送アナウンサー）

## アシスタント
月曜日・火曜日　　三輪博子
水曜日～金曜日　　篠田陽子

## 主なコーナー
- ニュース・天気予報
- SPORTS
- 岐阜市！元気インフォメーション
- レースガイド

### ネット番組（企画番組も含む）
- 日産ラジオナビ
- SUZUKIハッピーモーニング・いってらっしゃいシリーズ

## 過去のパーソナリティ編成（2006年上半期で出演していた出演者）
- 月・火　　　鈴江晴彦、三輪博子
- 水曜日　　鈴江晴彦、篠田陽子
- 木・金　　　若山貴嗣、篠田陽子

### 2005年以前に出演していたパーソナリティ
- 伊藤伸久

## その他
- 以前は、若山貴嗣アナが毎日担当していたときもあったが、現在は飛騨國テレビ・ラジオの担当になったため担当曜日はなし。
- 伊藤伸久は、以前、当番組を担当していたが、現在のラジオ担当番組は、『きょうもそう快!BUNBUNラジオ』の火曜日のみ。